# Grupo Corpo

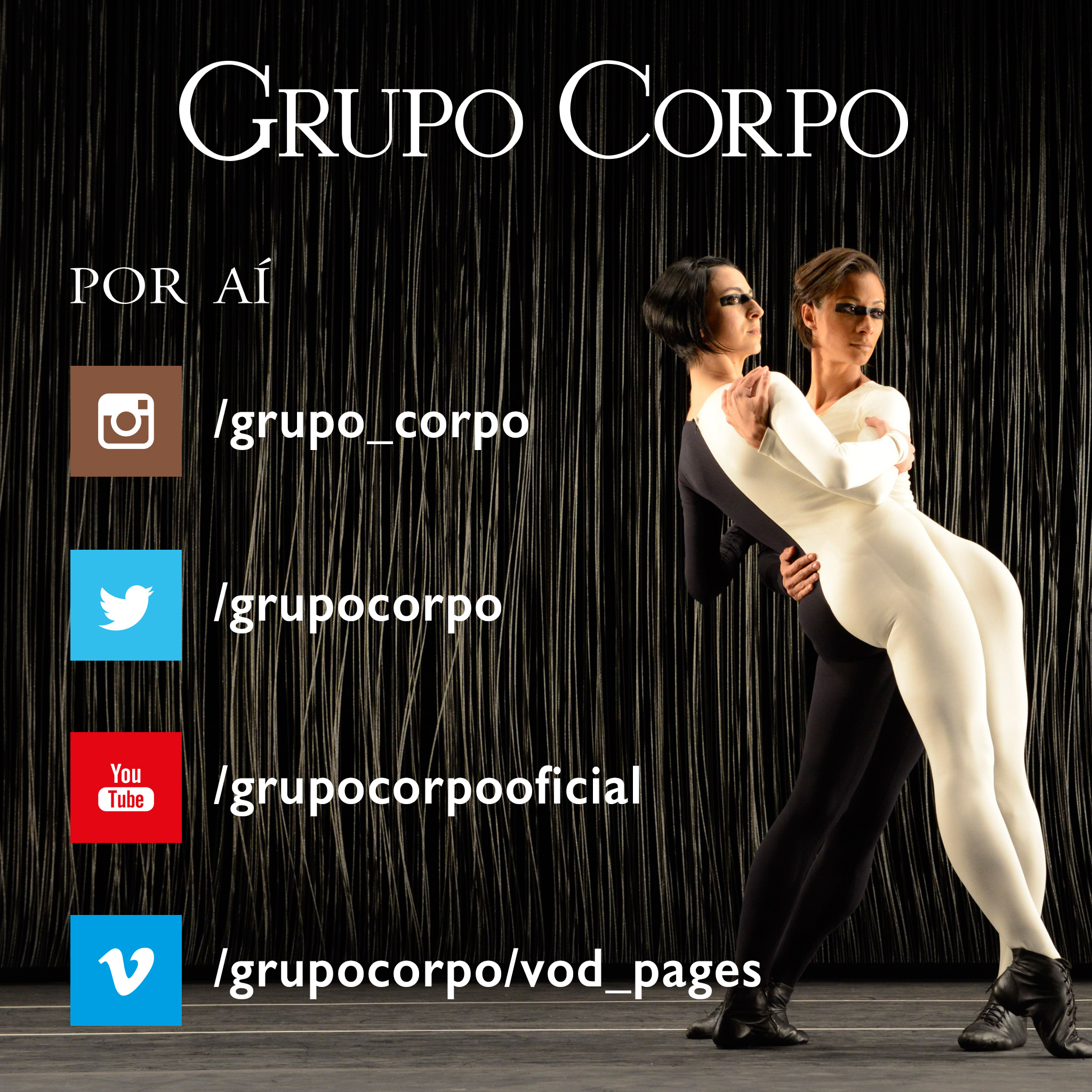
Grupo Corpo Dance Company

Grupo Corpo é uma companhia de dança contemporânea brasileira de renome internacional criada em 1975 em Belo Horizonte, Minas Gerais.
A companhia foi fundada por Paulo Pederneiras (diretor-geral), Rodrigo Pederneiras (inicialmente bailarino e depois coreógrafo), Pederneiras, Marisa Pederneiras e Izabel.. 106 bailarinos passaram pelo Corpo em 45 anos de história.
A inspiração para a montagem do grupo surgiu após Rodrigo Pederneiras ter participado de uma oficina realizada durante o Festival de Inverno da UFMG com o bailarino argentino Oscar Araiz. O primeiro espetáculo do grupo, Maria Maria, foi coreografado por Oscar Azair, percorreu 14 países e permaneceu em atividade no Brasil de 1976 até 1982.  Todos os irmãos de Pederneiras se envolveram com o Grupo Corpo em certo ponto: José Luiz abandonou a medicina para virar fotógrafo , Pedro tornou-se diretor técnico, e as irmãs Míriam e Marisa foram dançarinas.
O Grupo Corpo foi companhia residente na Maison de la danse em Lyon na França de 1995 a 1999.

## Espetáculos

### Espetáculos com outros coreógrafos
- Maria Maria (1976). Coreógrafia: Oscar Araiz, Música: Milton Nascimento, Roteiros: Fernando Brant. este foi seu primeiro sucesso, encenado em 14 países e no Brasil até 1981.
- Último trem (1980). Coreógrafia: Oscar Araiz.
- Mulheres (1988). Coreógrafia: Suzanne Linke. (em caráter extraoridinário, pois Rodrigo Pederneiras já era o coreógrafo principal nesta época).
- Suíte Branca (2015). Coreógrafia: Cassi Abranches, Música: Samuel Rosa

### Espetáculos de Rodrigo Pederneiras
- Cantares (1978). Primeiro espetáculo com Rodrigo Pederneiras como coreógrafo.
- Tríptico e Interânea (1981)
- Noturno e Reflexos (1982)
- Sonata (1984)
- Prelúdios (1985)
- Bachiana (1986)
- Carlos Gomes/Sonata (1986)
- Canções (1987)
- Duo (1987)
- Pas du Pont (1987)
- Schumann Ballet (1988)
- Rapsódia (1988)
- Uakti (1988)
- Missa do Orfanato (1989), com música de Wolfgang Amadeus Mozart
- A Criação (1990), baseada no oratório de Joseph Haydn
- Três Concertos (1991), com música de Telemann
- Variações Enigma (1991) com música de Edward Elgar
- 21 (1992), com música de Marco Antônio Guimarães interpretada pelo grupo Uakti
- Nazareth (1993), com música de Ernesto Nazareth, inspirado na literatura de Machado de Assis
- Sete ou Oito peças para um Ballet (1994), com música de Philip Glass e arranjos de Marco Antônio Guimarães
- Bach (1996), com música de Bach em arranjos de Marco Antônio Guimarães
- Parabelo (1997), com música de Tom Zé e José Miguel Wisnik
- Benguelê (1998), com música de João Bosco e Debussy
- O Corpo (2000), com música de Arnaldo Antunes
- Santagustin (2002), com música de Tom Zé e Gilberto Assis interpretadas pelas cantoras Tetê Espíndola e Vange Milliet
- Lecuona (2004), com música de Ernesto Lecuona
- Onqotô (2005), com música de Caetano Veloso e José Miguel Wisnik
- Breu (2007), com música de Lenine
- Imã (2009), com música de + 2 (Moreno Veloso, Domenico Lancellotti, Alexandre Kassin)
- Sem Mim (2011)[5], com música de Carlos Núñes e José Miguel Wisnik (sobre obra de Martín Codax)[6]
- Triz (2013), com música de Lenine
- Dança Sinfônica (2015), com música de Samuel Rosa e Marco Antônio Guimarães[7]
- Gira (2017), com música de Metá Metá
- Gil (2019), com música de Gilberto Gil

## Ficha Técnica

### Diretor Artístico
Paulo Pederneiras

### Coreógrafo
Rodrigo Pederneiras

### Bailarinos
Ágatha Faro, Bianca Victal, Carol Rasslan, Dayanne Amaral, Edésio Nunes, Edmárcio Júnior, Edson Hayzer, Elias Bouza, Filipe Bruschi, Helbert Pimenta, Janaina Castro, Jonathan de Paula,Karen Rangel, Luan Batista, Lucas Saraiva, Malu Figueirôa, Mariana do Rosário, Rafael Bittar, Rafaela Fernandes, Silvia Gaspar, Williene Sampaio, Yasmin Almeida

## Recepção crítica
Em crítica publicada em 2011 pelo jornal O Estado de S.Paulo o espetáculo Sem Mim do Grupo Corpo foi avaliado como "impecável", pela "grandiosidade", cujo efeito "não dá conta de descrever a excelência" e que o "nível de qualidade não cessa de aumentar".